# Вовкулака
Вовкула́ка або вовку́н (грец. λυκάνθρωπος, англ. Werewolf, нім. Werwolf, фр. loup-garou, італ. lupo mannaro) — міфічна істота, людина, що перекидається або перетворена на вовка, тобто перевертень. Вірування у вовкулак були свого часу поширені по всій Європі, включаючи й Україну. У «Слові о Полку Ігоревім» згадується, що князь Всеслав Полоцький вмів перекидатися на вовка. У «Лісовій Пісні» Лесі Українки на вовкулаку перекинувся (був звернений чарами) Лукаш.
Родичем вовкулаки вважається стрига.

## В українській міфології

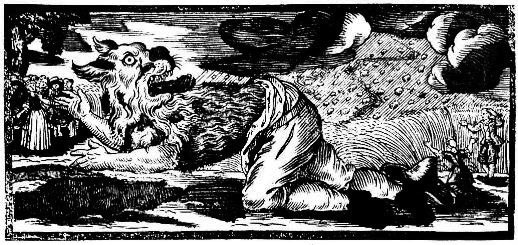
Вовкулака. Німецька гравюра, 1722 рік.

В українській міфології, вовкулака — людина-перевертень, що має надприродну здатність перевтілюватися у вовка. Це напівфантастична істота, людина у вовчому вигляді. Вважалося, що вовкулаки можуть бути вродженими та оберненими. Вроджені — це ті вовкулаки, які народилися під певною планетою. Якщо вагітна жінка зустрічала вовка, то у неї повинен був народитися вовкулака. Перетворені (обернені) вовкулаки — істоти, що зазнають більших страждань, ніж вроджені. Вони живуть у барлогах, бігають у лісах, але зберігають людський внутрішній світ. У вовкулаку можна було обернути і старого, і малого. Повернутися до людської подоби обернені вовкулаки могли через кілька років. Вроджені ж вовкулаки все життя проводили в сім'ї як звичайні люди, а вночі, перетворившись на вовків, винищували худобу. Образ вовкулаки символізував безсилля людини перед темними надприродними силами, тугу за справжнім людським життям. Це також один із багатьох образів, через який народ застерігав людину від біди, що може на неї чекати. Цей образ нагадував про необхідність мати в своїй душі Бога, ніколи про нього не забувати, не грішити, щоб не бути тяжко покараним за зроблене зло.

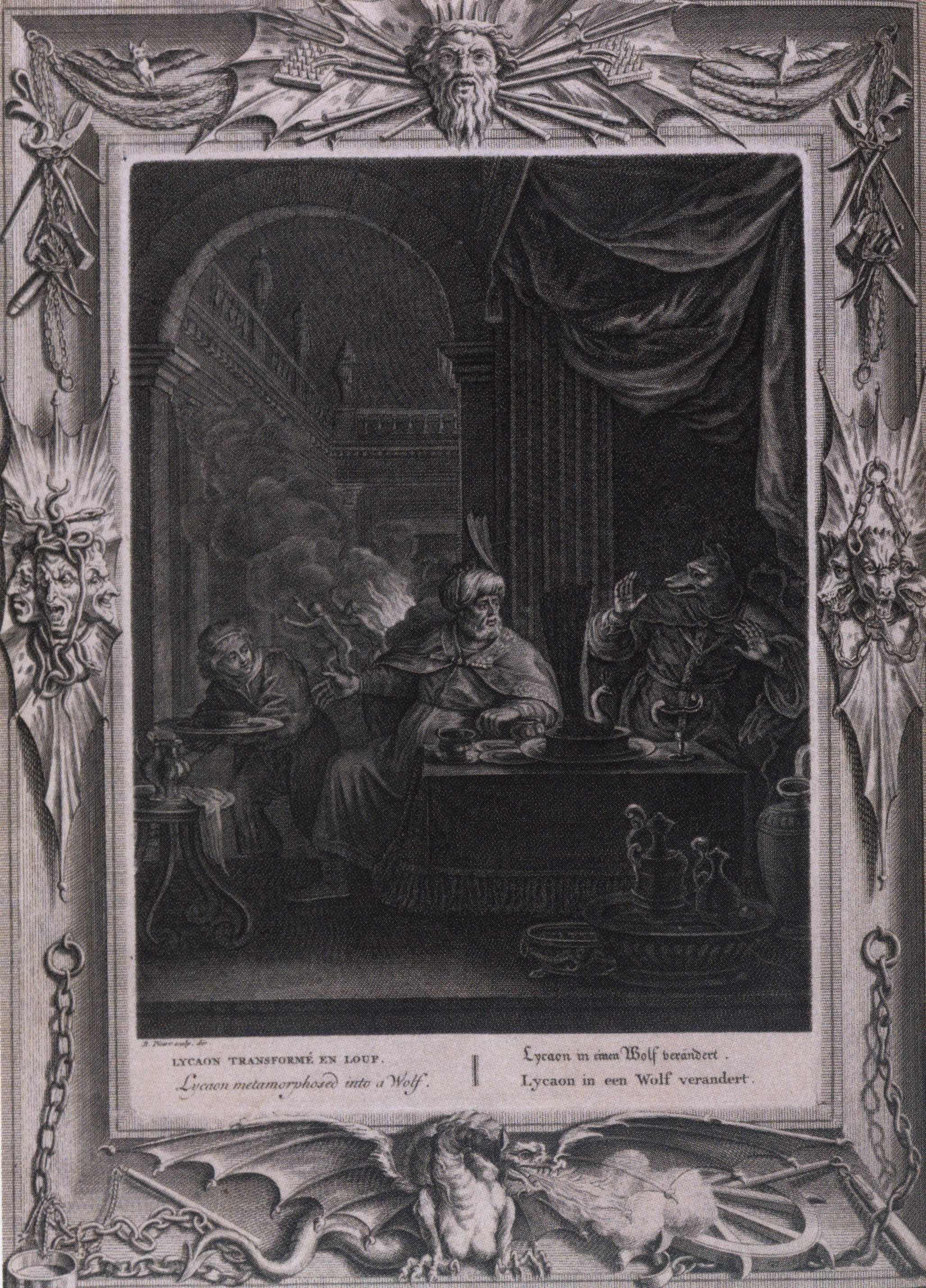
Ілюстрація B. Picart до міфу про Лікаона, XVIII століття.

Вроджені вовкулаки бувають, коли вагітна жінка несподівано побачить вовка, або з'їсть м'ясо тварини, яку роздер вовк, тоді дитина, що від неї вродиться, буде вовкулакою, чи вовкуном. Також коли чоловік спить із жінкою проти свята, чи проти посту, а зачнеться в них хлопець, то буде з нього вовкулака. Зачаровані вовкулаки стають такими через чари відьом та ворожбитів: коли чоловік забуде за Бога і зв'яжеться з нечистою силою, відьма виводить його на гору, застромлює в землю ніж і каже йому перекинутись через нього тричі: тоді чоловік обростає волоссям і стає вовкулакою. Якщо зачарований вовкулака пробуде з вовками три роки, а потім хтось приверне йому давній людський вигляд, то його вже ніхто не зможе знову зробити вовкулаком. На Волині знана легенда про чоловіка, якого чарівники перевернули на вовка, а собаки вигнали в ліс. Коли він захотів їсти, побачив святого Юрія, що їхав білим конем. Святий Юрій наблизився й свиснув. Прибіг другий вовк, і святий сказав йому: «Візьми собі цього товариша і дбай про нього, бо він ще недосвідчений і не може сам собі добути поживи».
Зачарованого вовкулаку можна відчарувати, перевівши його через хомут. Можна також сказати йому, щоб він перекинувся тричі через голову, і якщо він послухається, то стане знову людиною …або вдарити його тричі перевеслом по голові.
Вовкулака в людському образі має понурий вигляд, великі брови, зрослі на переніссі, та червоні очі, по яких його й можна ніби пізнати. Подекуди вовкулаків ототожнювали з упирями і приписували їм однакові властивості.

## Історія

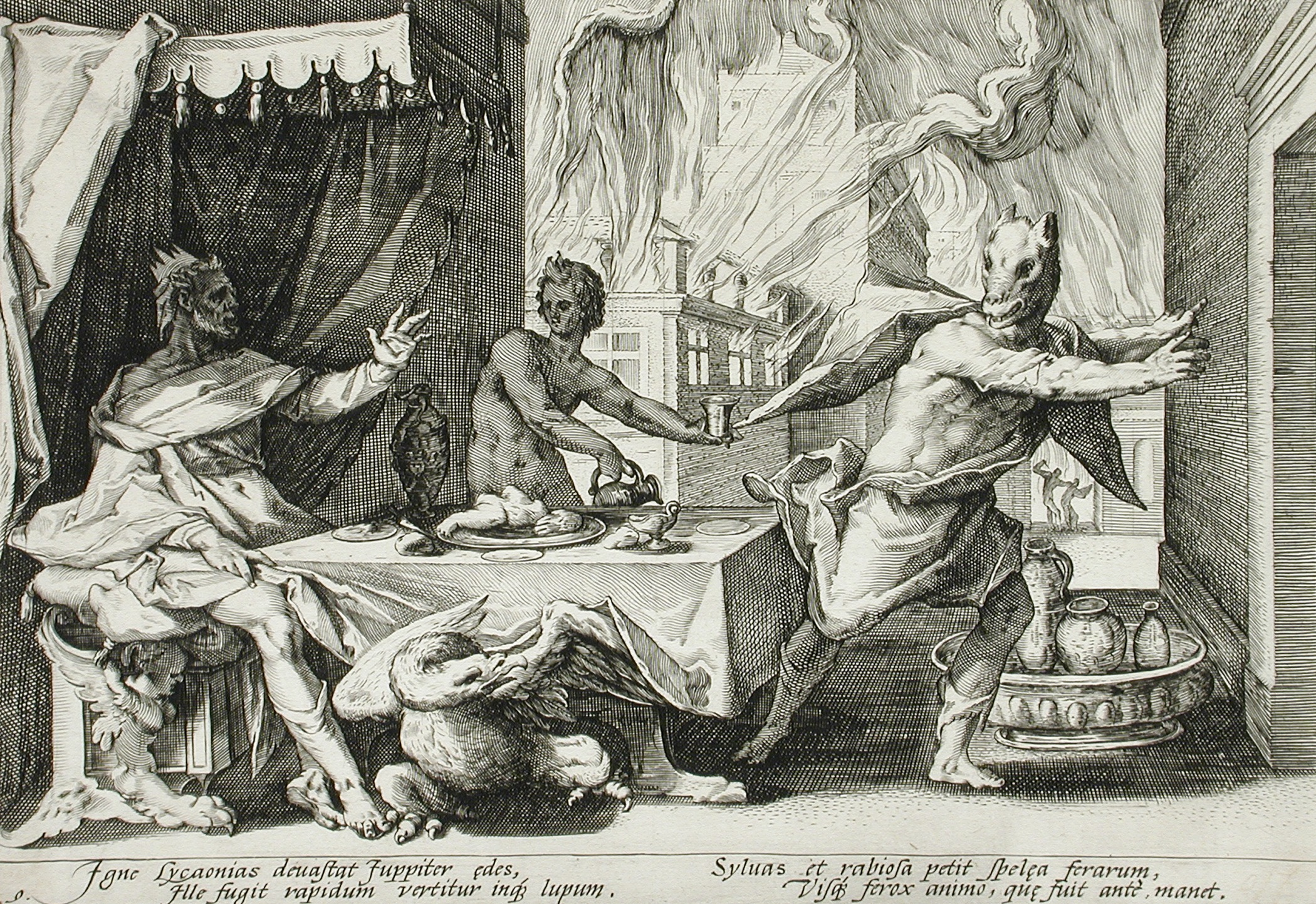
Розгніваний Зевс обертає Лікаона на вовка. Хендрик Гольціус (Hendrick Goltzius), 1589 рік.

Вірування в те, що людина може перекидатися на вовка, належить, на думку деяких дослідників, до залишків давніх тотемістичних вірувань, що виводили той чи інший народ від тої чи іншої тварини. Стосовно щодо вовка, досить пригадати давніх італійських самнітів, чи ірпінів, що мали вовків за провідників, або давніх галлів, що мали за пращура, як навчали друїди, їхні жерці, нічного бога, що його Юлій Цезар звав Діс Патер. Він був одягнений у вовчі хутра. Члени тотемної групи вірять що вони мають прикмети своїх тотемних тварин-пращурів і намагаються їх наслідувати та вірять, що вони їм допомагають. Увесь тотем — люди й тварини — вважають за одне суспільне тіло, в якому люди й тварини відповідної породи — брати та сестри однієї великої родини. У цій стадії суспільного життя люди «вовчого тотему» вірять, що вони — дійсно вовки. З часом суспільне значення цього вірування втратилося, але саме вірування залишилося у вигляді забобону про вовкулаку. Існування цього забобону засвідчено в давніх письменників, як Геродот, Вергілій, Страбон, Помпоній Мела, Варрон, Св. Августин, Св. Тома Аквінський і багато інших.

І хоча вже Пліній (23-79 по Р. Хр.) писав свого часу (кн. VIII):
|  | Мусимо вважати хибним погляд ніби людина може перекидатися в вовка і знову прибирати свій попередній вигляд. |

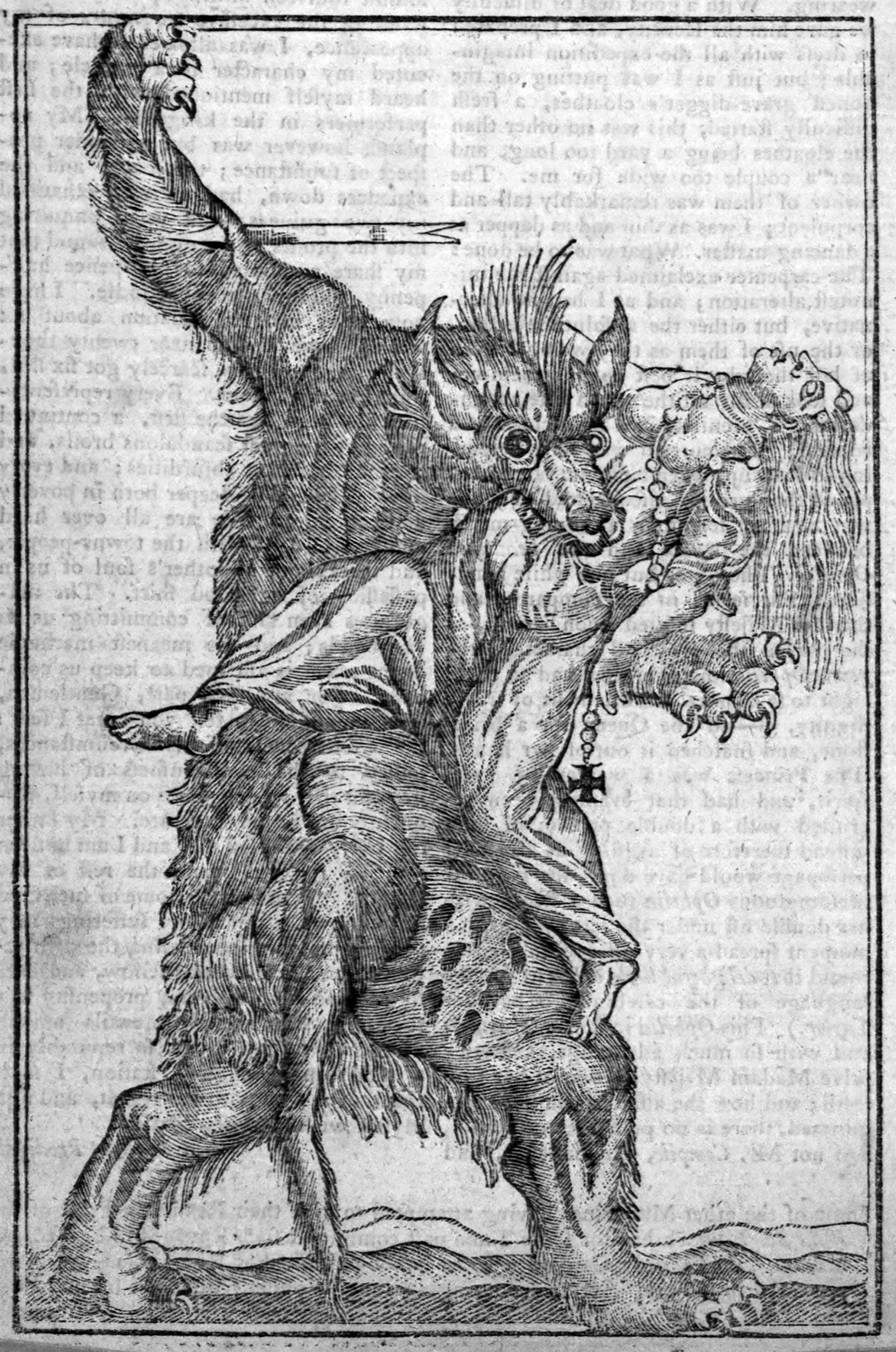
Зображення вовкулаки на мініатюрі Johann Geiler von Kaisersberg's Die Emeis, 1516 рік.

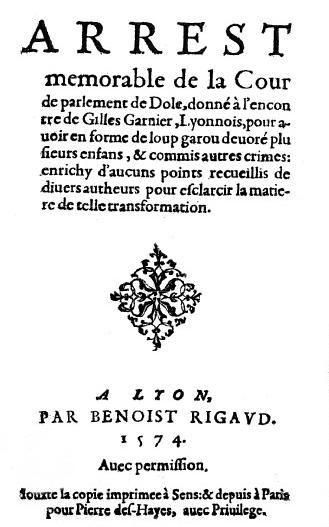
Ордер на арешт вовкулаки, виданий у Франції у 1574 році.

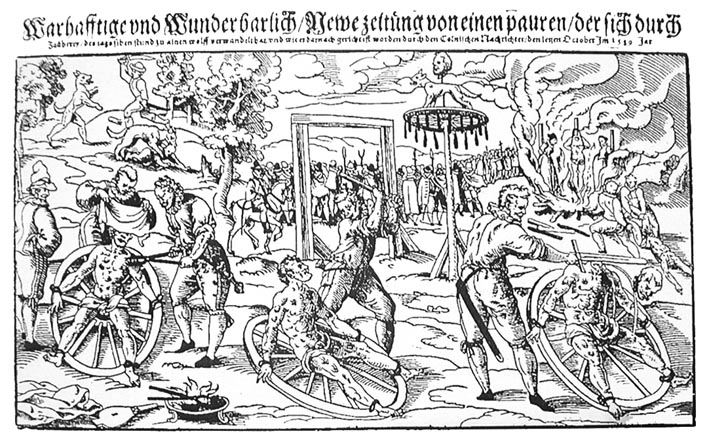
Страта вовкулаки Петера Стампа Peter Stube поблизу Кельна. Лукас Майер, 1589 рік.

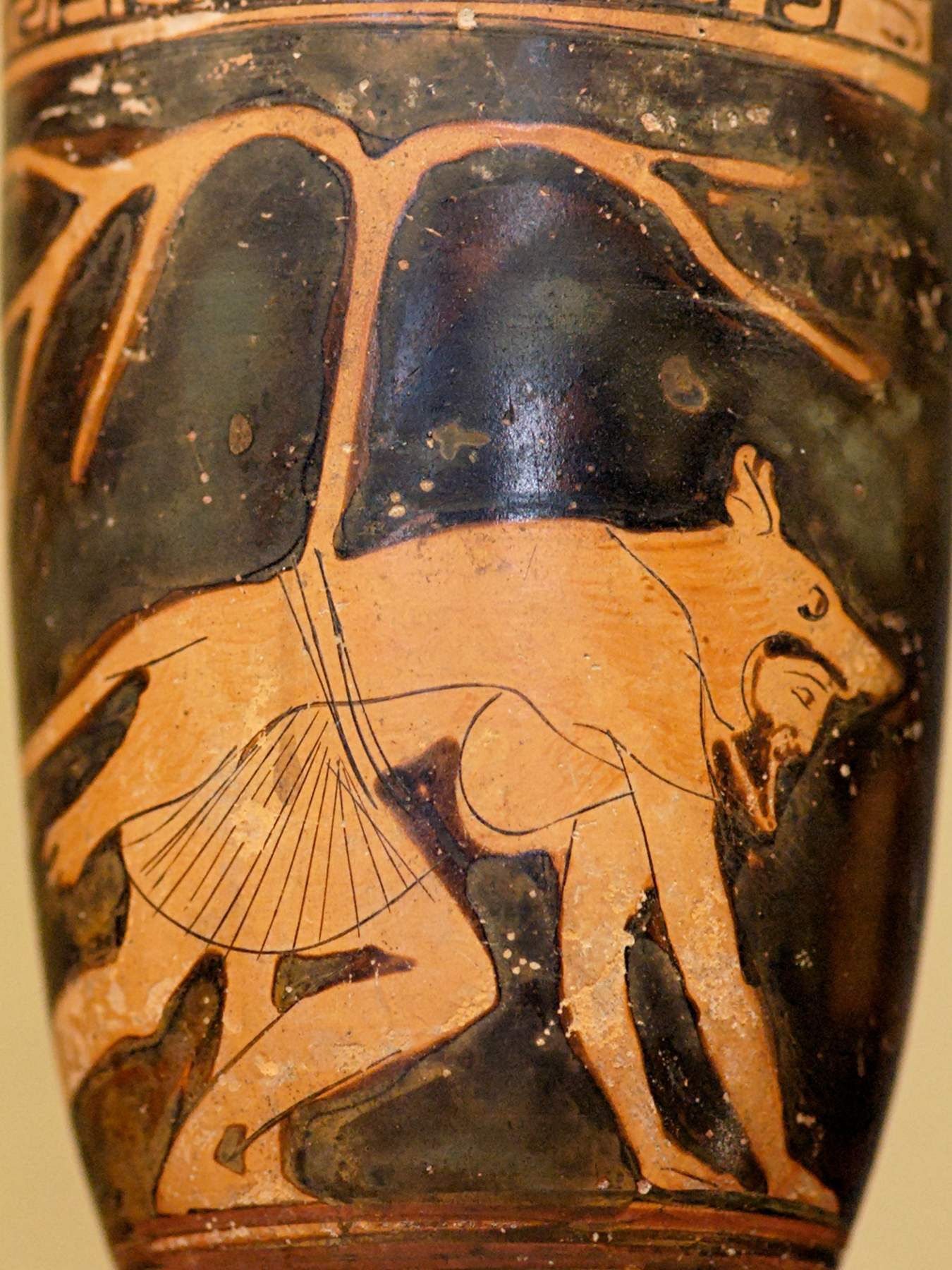
Долон на давньогрецькому червонофігурному лекіфі. Італія, 460 рік до н. е.

Все Середньовіччя люди вірили у вовкулаків і, наприклад у Франції тільки за часів Людовика XIV почав дехто піддавати під сумнів існування вовкулаків. Імператор Сіґізмунд (1362—1437), той, що спалив Яна Гуса, прикликав був до себе вченіших богословів свого часу і поставив перед ними питання про існування вовкулаків. Після дискусій визнано одноголосно, що існування вовкулаків треба вважати за доведений факт, і що заперечувана в цій справі думка була б «абсурдна, підозріла і віддавала б єрессю». Не диво, що після такої постанови чимало «вовкулаків» було спалено на вогнищі разом із іншими жертвами нечистої сили, відьмами тощо.
Не підлягає отже сумніву, що самого залишку давнього тотемістичного вірування не вистачило б щоб утримати так довго в житті забобонне вірування в вовкулаків. Для цього повинен був існувати якийсь інший сприятливий ґрунт. Цей ґрунт знаходився в поширеній давніше формі божевілля — одній з жахливіших форм манії переслідування, в якій людина вважає себе, за виразом Лесі Українки в одній з її поем, одержимою. В давнину вірили, що довколишній світ заповнений силою різних демонів та бісів, вірили також, що ці біси могли входити в тіло людини і опановувати її. Приклади тих біснуватих ми знаходимо в Св. Письмі: згадаємо тільки царя Саула та тих біснуватих, що їх вирятував Ісус Христос. Окремою формою цієї манії переслідування була так звана лікантропія, себто божевілля, що в ньому людина вірила, ніби вона зробилася вовком, і відповідно до того поводилася. Можна думати, що то було своєрідне атавістичне відновлення тотемістичного вірування, що виявлялося в підсвідомості божевільного і знаходило підхожий ґрунт в забобонній атмосфері середньовічного оточення. Ця загальна атмосфера підтримувала вірування в вовкулаків, а божевільні, що вважали себе за вовкулаків і відповідно поводилися, ще більше підтримували те забобонне вірування. Тому-то, тим часом, як давніше лікантропія, чи вовкулацтво займало поважне місце в медичній літературі (не кажучи вже про письменство), тепер дуже рідко можна зустріти хворих, які вірили б, що в них жива ще інша істота, бо, як висловився Ястров в своїй «Історії людських помилок» (стор. 375):
|  | Не можна заперечити факту, що божевільні відбивають ідеї свого часу… і тому манія переслідування відмінює свою форму відповідно до доби… |

З іншого погляду італійський психіатр Діно Орілья писав у 1953 році у «Епоці»:
|  | Лікатропія — форма найбільш знана й разюча особливого роду божевілля — божевілля метаморфічного. Особливо цікаві психологічні мотиви метаморфози: божевілля вовкулаки виникає звичайна на чисто патологічній свідомості якоїсь фантастичної провини, жахливої моральної негідности. Хворий карає сам себе, перемінюючись в тварину і одночасно дозволяючи собі робити вчинки, що їх підказують йому звірині інстинкти, звичайно гальмовані… Чому саме вовк робиться тою обраною звіриною? Може бути тому, що він саме вовк — втілення дикунства й напасливости… |

## Символіка
У 2016 році вовкулака, підперезаний ременем, став емблемою Сил спеціальних операцій Збройних сил України.